# Бауэр, Бруно
Бру́но Ба́уэр (нем. Bruno Bauer, 6 сентября 1809, Эйзенберг, Саксен-Альтенбург — 13 апреля 1882, Риксдорф, возле Берлина, Германская империя) — немецкий философ-гегельянец, теолог, религиовед, библеист, историк и публицист.

## Биография

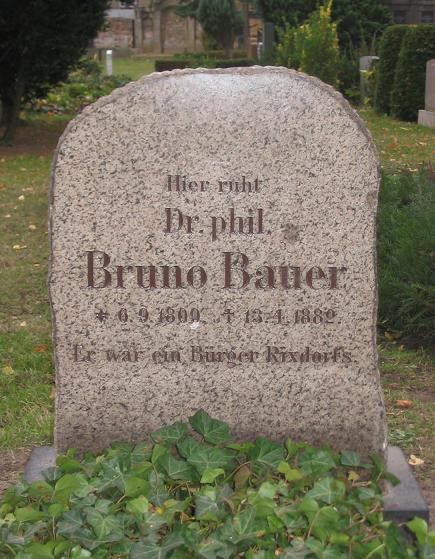
Могила Бауэра

Бруно Бауэр родился в 1809 году в Эйзенберге в герцогстве Саксен-Альтенбург, образование получил в Берлинском университете, где с 1834 года читал лекции на богословском факультете в качестве приват-доцента.
В первых сочинениях («Zeitschrift für speculative Theorie», Берлин, 1836—1838 и «Kritische Darstellung der Religion des alten Testaments», 2 т., Берл., 1838) выступал как сторонник ортодоксального или правого гегельянства. После переселения в Бонн (1839), примкнул к младогегельянцам (среди которых был Карл Маркс) и в отрицательно-критическом духе этой школы написал «Критику евангельской истории синоптиков» (2 т., Лейпц., 1840; 2 изд., 1841), за что был лишен доцентуры. Вслед за Давидом Штраусом подверг критике подлинность Евангелия от Иоанна из-за философского изложения, напоминающего концепцию Филона Александрийского (идея Логоса). В дальнейшем он подверг критике авторство Посланий апостола Павла и высказал мысль, что христианство более эллинизировано, чем прежде считалось.
Тогда Бауэр вернулся в Берлин и здесь написал «Die gute Sache der Freiheit und meine eigentliche Angelegenheit» (Цюр., 1843) и «Das entdeckte Christentum» (Цюрих, 1843), уничтоженное, однако, до выхода в свет. Затем Бауэр основал «Allegemeine Litteraturzeitung» (Шарлоттенб., 1843—44) и обратился к историческим исследованиям (относящимся преимущественно к событиям XVIII и XIX в.), издав «Geschichte der Französischen Revolution bis zur Stiftung der Republik» (3 т., Лейпциг, 1847); «Geschichte Deutschlands unter der Franzosischen Revolution und der Herrschaft Napoleons» (2 т., Шарлоттенбург, 1846); «Geschichte der Politik, Kultur und Aufklärung des XVIII Jahrhunderts» (4 т., Шарлотт., 1843—45); «Vollständige Geschichte der Parteikämpfe in Deutschland während der J. 1842—46» (3 т., Шарлотт., 1847), «De la dictature occidentale» (1855), «La situation actuelle de la Russie» (1855), «L’Allemagne et la Russie» (1885), «La Russie et l’Angleterre» (1855).
Он отчаивается в будущности германской культуры и видит в России страну грядущей цивилизации. Впрочем, события 1870—71 примирили его с политическим положением Германии, и он стал одним из восхвалителей Бисмарка в сочинении «Zur Orientierung über die Bismarkische Frage» (2 т., Берлин, 1850—1851); «Die Apostelgeschichte» (Берлин, 1850) и «Kritik der Paulinischen Briefe» (Берлин, 1850).
В последний период своей учёной и литературной деятельности в миросозерцании Бауэра снова произошла перемена: из главаря политического и философского радикализма он стал красноречивым защитником прусского консерватизма, каким выказал себя в публицистических статьях и в качестве сотрудника «Staats— und Gesellschaftslexikon’a» Вагнера.
Бруно Бауэр умер 13 апреля 1882 года в Риксдорфе, возле Берлина.